# (525) Adelaida
(525) Adelaida es un asteroide perteneciente al cinturón de asteroides descubierto el 21 de octubre de 1908 por Joel Hastings Metcalf desde el observatorio de Taunton, Estados Unidos.

## Designación y nombre
Adelaida fue designado inicialmente como 1908 EKa.
Más tarde, a propuesta de Maximilian Franz Wolf, se nombró en honor de la reina del Reino Unido Adelaida de Sajonia-Meiningen.

## Cambio de asteroide
Originalmente, Adelaida fue un asteroide descubierto por Wolf en 1904, pero André Patry descubrió (MPC 1831) que era el mismo que Rusthawelia. El Centro para Planetas Menores mantuvo el número y la denominación de este último (MPC 1935) y reasignó Adelaide al asteroide descubierto por Metcalf.

## Características orbitales
Adelaida orbita a una distancia media del Sol de 2,245 ua, pudiendo acercarse hasta 2,015 ua. Su excentricidad es 0,1024 y la inclinación orbital 5,995°. Emplea 1229 días en completar una órbita alrededor del Sol.